# Polyalthia bembau
Polyalthia bembau este o specie de plante din genul Polyalthia, familia Annonaceae. A fost descrisă pentru prima dată de Friedrich Anton Wilhelm Miquel, și a primit numele actual de la Jacob Gijsbert Boerlage. Conform Catalogue of Life specia Polyalthia bembau nu are subspecii cunoscute.